# Papiro Ebers

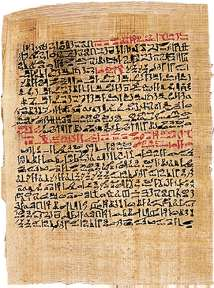
O papiro de Ebers

O Papiro Ebers é um dos tratados médicos mais antigos e importantes que se conhece. Foi escrito no Antigo Egito e é datado de aproximadamente 1 550 a.C..
Atualmente o papiro está em exibição na biblioteca da Universidade de Lípsia e foi batizado em homenagem ao monge alemão Georg Ebers, que os adquiriu em 1873.
O papiro contém mais de 700 fórmulas mágicas e remédios populares além de uma descrição precisa do sistema circulatório. Os egípcios mostram o grau de compreensão do corpo humano, a sua estrutura, o trabalho dos vasos sanguíneos e do coração, anatomia e fisiologia, e magias de toxicologia.
Ao abordar as doenças neurológicas, o papiro incorpora aspectos mitológicos e religiosos, sendo que, além das medicações e técnicas médicas utilizadas, rituais mágicos e a intervenção dos deuses contribuiriam para a cura dos males.
Interessante pontuar que também os deuses seriam acometidos por doenças humanas. Um exemplo seria a experiência de Hórus, que passaria dias acamado e sem apetite nenhum em decorrência de fortes dores de cabeça que sentia. No mesmo papiro, um sacerdote prescreve que um filhote de crocodilo seja amarrado por um pano em cima do crânio do paciente.
Outro trecho do papiro aponta que a perda de memória estaria relacionada à entrada de ventos quentes no organismo, causando uma podridão interna, sendo que o tratamento para tal problema seria a ingerir muita água e evitar alimentos quentes. 

## História
Foi encontrado entre os restos de uma múmia, em um túmulo, próximo a Tebas. Foram encontrados dois papiros, ambos foram para as mãos do colecionador estadunidense Edwin Smith, em 1862, mais tarde, no inverno de 1872, um deles foi comprado pelo egiptólogo alemão Georg Ebers, que acabou tendo o seu nome.

## Características
O papiro foi redigido em escrita hierática, possui 20,25 metros de comprimento e 30 centímetros de largura. Está dividido em 110 colunas, cada uma contendo de 20 a 22 linhas, subdivididas em 877 seções.

## Calendário
No tempo de Amenófis I, uma tabela de calendário foi escrita no verso do papiro. Desde 1906, temos uma transcrição de Kurt Sethe. Alguns classificam esta tabela como "a ferramenta cronológica mais valiosa do Egito que provavelmente possuímos".

## Repelentes de animais
O uso de repelentes de animais e insetos derivados de plantas e outros organismos encontrados na natureza é conhecido desde a época do Papiro Ebers. Vários exemplos de tais repelentes podem ser encontrados no texto.
- Para evitar pulgas e piolhos, os egípcios misturavam a refeição de tâmaras e água em tigelas e cozinhavam a mistura até aquecer. Eles então bebiam e cuspiam.[6]
- Para proteger seus grãos de roedores e vermes, eles espalhavam esterco de gazela e urina de camundongos ao redor do fogo no celeiro.[6]